# 쥐라주 (스위스)
쥐라주(프랑스어: Canton du Jura)는 스위스 서북부에 있는 주이다. 스위스 연방의 26개 주 중에 가장 최근(1979년 설립)에 설립된 주이다. 주도는 들레몽이다. 스위스의 바젤란트주, 베른주, 뇌샤텔주, 졸로투른주, 그리고 프랑스의 부르고뉴프랑슈콩테, 그랑테스트와 국경을 공유한다.

## 역사

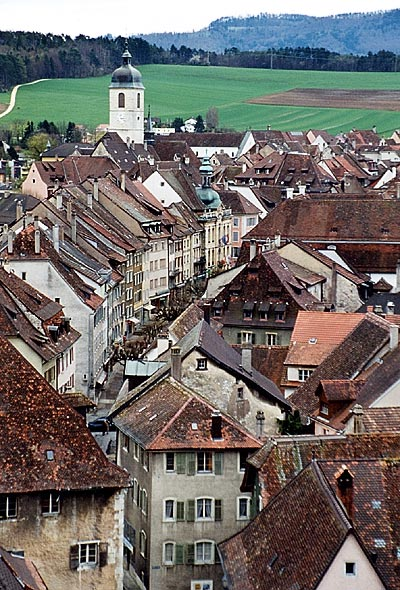
포랑트뤼의 구시가지

부르고뉴 왕은 999년에 오늘날의 쥐라주를 구성하는 땅 대부분을 바젤 주교에게 기증했다. 이 지역은 800년 이상 동안 신성 로마 제국 내에서 주권국가였다. 1648년 베스트팔렌 조약 이후 쥐라는 스위스 연방과 긴밀한 관계를 맺었다. 비엔나 회의(1815)에서 쥐라 지역은 베른주의 일부가 되었다. 이 행위는 갈등을 일으켰다. 쥐라는 프랑스어를 사용하고, 로마 가톨릭을 사용하는 반면 베른주는 대부분 독일어를 사용하고, 개신교를 사용했다.
제2차 세계 대전 후, 분리주의 운동은 베른주에서 쥐라를 분리하기 위한 캠페인을 벌였다. 청소년 단체인 레 벨리에(Les Béliers)의 방화 공격을 포함한 길고 부분적인 전투적 투쟁 끝에 1977년 헌법이 승인되었다. 1978년 스위스 국민이 찬성표를 던지면서 분열이 공식화되었으며 1979년 쥐라가 스위스 연방 정회원으로 합류했다. 주는 6월 23일 베른에서 독립한 것을 축하했다. 그러나 대부분이 프랑스어를 사용하지만, 개신교도가 다수인 이 지역의 남부는 새로 형성된 주에 합류하지 않고 대신 베른주의 일부로 남았다. 이 지역은 현재 베른 쥐라로 알려져 있다. 따라서 쥐라라는 단어는 쥐라주 또는 쥐라주와 베른 쥐라의 결합된 영토를 나타낼 수 있다. 전체적으로 스위스는 종종 프랑스어나 독일어로 쉽게 구할 수 있는 문서와 함께 관광적 관점에서 후자를 제시한다.
1978년 설립된 후 다른 주의 국장이 있는 베른 연방 궁전의 돔 측면에 주의 국장이 추가되었다. 생성 시 주에는 공화국 및 쥐라주라는 칭호가 채택되었다. "공화국 및 주"라는 제목을 사용하는 스위스의 다른 주에는 티치노, 제네바 및 뇌샤텔이 있다. 각 경우에 제목은 스위스 연방 내에서 주의 자치권과 명목상의 주권을 나타낸다.
1994년부터 쥐라 지역에 대한 문제가 다시 논란이 되고 있다. 2004년에 연방 위원회는 현재 언어 문제가 교파 문제보다 더 중요해 보이기 때문에 프랑스어를 사용하는 남부 쥐라 지역을 쥐라주와 통합할 것을 제안했다. 가능한 해결책은 두 개의 반주를 만드는 것이다. 단일 주를 만드는 것과 통일하면 쥐라의 현재 정치 시스템이 완전히 재구성되고, 주의 수도가 들레몽에서 무티에로 이전되기 때문이다.
2017년 6월 18일, 무티에 시는 국민투표에서 베른주에서 탈퇴하고, 쥐라주에 합류하기로 결정했다. 2017년 9월 17일 벨프라혼(Belprahon)과 소르빌리에(Sorvilier) 인근 시정촌은 반대로 베른주에 남아 있기로 결정했다. 무티에의 투표는 나중에 무효로 선언되었다. 2021년 3월 28일, 무티에는 공식적으로 승인된 국민투표에서 베른에서 탈퇴하고 쥐라에 다시 합류하기로 결정했다. 전환은 2026년까지 시행될 예정이다.

## 지리
쥐라주는 스위스 북서쪽에 위치하고 있다. 그것은 남쪽의 쥐라산맥의 일부와 북쪽의 쥐라 고원으로 구성되어 있다. 쥐라 고원은 구릉지이며 거의 전체가 석회암이다. 아주아(Ajoie)와 프랑셰-몽타뉴 지역이 이 지역에 있다. 쥐라기라는 용어는 쥐라 알프스에서 파생된 것으로, 이 지층에서 그 시대의 이름을 따왔다.
주의 북쪽과 서쪽에는 프랑스가 있다. 졸로투른과 바젤란트주는 동쪽에 있고 베른주는 쥐라산맥과 남쪽으로 경계를 이루고 있다. 두강과 비르스강은 땅을 배수한다. 두강은 손강과 론강에 합류하며 비르스강은 라인강의 지류이다.

## 정치 구분

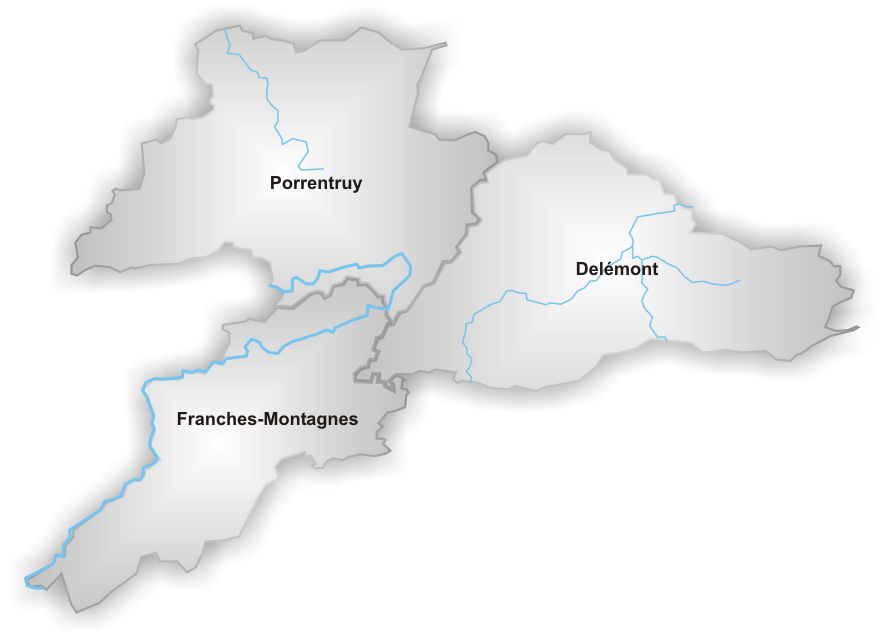
쥐라주의 구

### 구
쥐라는 3개의 구로 나뉜다. (괄호는 수도)
- 들레몽구 (들레몽)
- 포랑트뤼구 (포랑트뤼)
- 프랑셰-몽타뉴구 (사이넬레지에)

2018년을 기준으로 쥐라주는 53개의 자치체가 있다.

## 인구통계
인구는 거의 전적으로 프랑스어를 사용한다. 독일어를 사용하는 지자체는 에더스빌러이다. 2000년 기준, 인구의 대다수는 로마 카톨릭(75%)이며, 소수의 개신교(13%)가 있다. 2020년 12월 31일 기준, 주의 인구는 73,290명이다. 2007년 기준으로 인구는 8,195명으로 전체 인구의 약 11.8%이다.
역사적 인구는 다음 차트에 나와 있다.
| 과거 인구 자료 | 과거 인구 자료 | 과거 인구 자료 | 과거 인구 자료 | 과거 인구 자료 | 과거 인구 자료 | 과거 인구 자료 | 과거 인구 자료 | 과거 인구 자료 | 과거 인구 자료 | 과거 인구 자료 | 과거 인구 자료 |
| 년도           | 전체 인구      | 프랑스어       | 독일어어       | 개신교         | 가톨릭         | 기타           | 유대인         | 이슬람         | 무교           | 스위스         | 비스위스계     |
| -------------- | -------------- | -------------- | -------------- | -------------- | -------------- | -------------- | -------------- | -------------- | -------------- | -------------- | -------------- |
| 1850           | 44,921         |                |                | 1,010          | 43,810         |                | 101            |                |                | 42,217         | 2,704          |
| 1880           | 52,116         | 46,257         | 5,898          | 3,708          | 48,095         | 14             | 235            |                |                | 47,873         | 4,503          |
| 1900           | 57,575         | 49,098         | 7,272          | 7,063          | 50,289         | 15             | 195            |                |                | 51,784         | 5,791          |
| 1950           | 59,554         | 50,517         | 8,105          | 10,453         | 48,578         | 49             | 82             |                |                | 56,804         | 2,750          |
| 1970           | 67,325         | 55,285         | 5,723          | 10,284         | 56,476         | 1,787          | 62             |                |                | 59,000         | 8,325          |
| 2000           | 68,224         | 61,376         | 3,001          | 8,513          | 51,092         | 2,610          | 22             | 1,310          | 4,250          | 59,500         | 8,724          |

## 경제
농업은 쥐라주에서 중요하다. 소 사육도 중요하지만, 말도 사육한다. (프랑셰–몽테뉴는 스위스의 마지막 경마 지역이다). 주요 산업은 시계, 섬유와 담배이다. 중소기업이 늘어나고 있다. 2001년에는 1차 경제 부문에서 3,578명이 일했다. 14,109명이 2차부문에 고용되었고, 16,513명이 3차 부문에 고용되었다.
2001년에 주는 전체 스위스 국민소득의 0.9%를 생산했지만, 전체 인구의 0.9%를 차지했다. 2005년에 주의 거주자 1인당 국민소득의 평균 몫은 38,070CHF인 반면 전국 평균은 54,031CHF 또는 1인당 국민소득의 약 70%였다. 2003년과 2005년 사이에 평균 소득 증가율은 6.4%로 전국 증가율 5.3%를 웃돌았다. 주의 평균 세금은 대부분의 주보다 높으며, 2006년에 주의 세금 지수는 126.6이었다. (스위스 평균은 100.0). 2006년에 주는 고임금 소득자에 대한 최종 세율이 가장 높았지만, (150,000CHF를 버는 두 자녀가 있는 부부의 경우 15.26% 대 전국적으로 11.6%) 저소득 가정의 경우 세율이 중간 수준이었다.